# Campeonato Panamericano de Judo de 1982
El XIII Campeonato Panamericano de Judo se celebró en Santiago (Chile) entre el 29 y el 31 de octubre de 1982 bajo la organización de la Unión Panamericana de Judo.
En total se disputaron dieciséis pruebas diferentes, ocho masculinas y ocho femeninas.

## Resultados

### Masculino
| Evento            | Oro                      | Plata                         | Bronce                                                         |
| ----------------- | ------------------------ | ----------------------------- | -------------------------------------------------------------- |
| –60 kg            | Phil Takahashi · Canadá  | Alphonso Salvador · Brasil    | Nelson de los Santos · Uruguay · Rafael Orozco · Venezuela     |
| –65 kg            | Pierre Chenier · Canadá  | Luis Sequera Vera · Venezuela | Anibal Benaglia · Argentina · Sérgio Sano · Brasil             |
| –71 kg            | Mario Tsutsui · Brasil   | Alain Cyr · Canadá            | Reinaldo Figueroa · Chile · Andrés Puentes · México            |
| –78 kg            | Arnaldo Mennani · Brasil | Kevin Doherty · Canadá        | Eduardo Novoa Barrientos · Chile · Álvaro Ciapessoni · Uruguay |
| –86 kg            | Louis Jani · Canadá      | Marcelo Freitas · Brasil      | Jorge Aguirre Wardi · Argentina · Charles Griffith · Venezuela |
| –95 kg            | Aurélio Miguel · Brasil  | Joseph Meli · Canadá          | Roberto Vargas · Chile · Sergio Komornickie · Argentina        |
| +95 kg            | Fred Blaney · Canadá     | Oswaldo Simões · Brasil       | Willian Bouza · Uruguay · Hugo Andersen · Argentina            |
| Categoría abierta | Oswaldo Simões · Brasil  | Hugo Andersen Argentina       | José Jeso · Chile · José Chacoa · Venezuela                    |

### Femenino
| Evento            | Oro                            | Plata                      | Bronce                                                 |
| ----------------- | ------------------------------ | -------------------------- | ------------------------------------------------------ |
| –48 kg            | María Eugenia González · Chile | María Villapol · Venezuela | Tina Takahashi · Canadá · Gisleine Lamano · Brasil     |
| –52 kg            | Karelis Aguilar · Venezuela    | Mandy Clayton · Canadá     | Maritza Jiménez · Chile                                |
| –56 kg            | Natasha Hernández · Venezuela  | Karen Sheffield · Canadá   | Solange de Almeida · Brasil · Rossina Cianelli · Chile |
| –61 kg            | Xiomara Orozco · Venezuela     | Diane Amyot · Canadá       | Carla Duarte · Brasil · Amelia Ávila · Chile           |
| –66 kg            | Vilma Cianelli · Chile         | Susana Martínez Argentina  | Marcia Quiñónez · Ecuador · Cecilia Sato · Brasil      |
| –72 kg            | Laura Martinel Argentina       | Nancy Filteau · Canadá     | Elena Guimarães · Brasil                               |
| +72 kg            | Allison Henry · Venezuela      | Soraia André · Brasil      | —                                                      |
| Categoría abierta | Sara Hockett · Canadá          | Soraia André · Brasil      | Laura Martinel Argentina                               |

## Medallero
| Núm. | País      | Oro | Plata | Bronce | Total |
| ---- | --------- | --- | ----- | ------ | ----- |
| 1    | Canadá    | 5   | 7     | 1      | 13    |
| 2    | Brasil    | 4   | 5     | 6      | 15    |
| 3    | Venezuela | 4   | 2     | 3      | 9     |
| 4    | Chile     | 2   | 0     | 7      | 9     |
| 5    | Argentina | 1   | 2     | 5      | 8     |
| 6    | Uruguay   | 0   | 0     | 3      | 3     |
| 7    | Ecuador   | 0   | 0     | 1      | 1     |
| 7    | México    | 0   | 0     | 1      | 1     |
|      | TOTAL     | 16  | 16    | 27     | 59    |